# Natalie Lubascher
Natalie Lubascher Mena (Santiago, Chile; 14 de septiembre de 1989) es una nadadora sincronizada chilena, especialista en el ejercicio de duetos. Es, junto a su compañera Kelley Kobler, la máxima exponente actual de dicha disciplina en Chile.

## Trayectoria deportiva
Natalie comenzó a la edad de seis años practicando nado sincronizado imitando a su hermana mayor. Tras practicarlo hasta los quince años, dejó la actividad. En este período y tras terminar el colegio, ingresó a la universidad, desde donde se tituló como ingeniera agrónoma. A los 23 años retomó la actividad de alto rendimiento, donde su entrenadora, la brasileña Marcia Leite, reconoció su potencial y la unió junto a Kelley Kobler, iniciando así la preparación de Natalie junto a su compañera para dicho ejercicio en la disciplina.
En 2013, obtuvo junto a su compañera el primer lugar en el ejercicio técnico en parejas en el Campeonato Panamericano de Nado Sincronizado de la  Unión Americana de Natación UANA, realizados en San Juan, Puerto Rico, con un puntaje de 66,875.
En 2014 participó en el Campeonato Sudamericano de Nado Sincronizado realizados en Mar del Plata, Argentina, tanto en solo, equipo y en dúo. En este último ejercicio obtuvo el cuarto lugar junto a Kelley Kobler, clasificando así a los Juegos Panamericanos de 2015, siendo el tercer combinado nacional que alcanzaba su paso a esta instancia en la historia del nado sincronizado en Chile.
En 2015, junto a su compañera representando a Chile se quedó con el quinto lugar en el US Open Championship 2015 realizado en New York, siendo el mejor país latinoamericano en dicha prueba. Ese mismo año participó en sus primeros Juegos Panamericanos en Toronto, Canadá, donde obtuvo el noveno lugar en dueto. Posteriormente, junto a su compañera se hicieron presentes como dúo en el Campeonato Mundial de Natación de 2015 celebrado en Kazán, su primer mundial, donde obtuvieron el lugar 27º en modalidad técnica y 28º en estilo libre.
En 2016, accedió a la final junto a su dupla en el Open de Nado Sincronizado en Bonn, Alemania, concluyendo duodécima en la tabla general. En marzo del mismo año compitió en el preolímpico en Río de Janeiro, para poder clasificar a los Juegos Olímpicos, junto a su duet, Kelley Kobler.
En 2017, obtuvo medalla de plata en los Juegos Bolivarianos de 2017 en Santa Marta, Colombia, en la modalidad de rutina combinada.
En 2018, obtuvo medalla de plata en los Juegos Suramericanos de 2018 en Cochabamba, Bolivia, en la modalidad de rutina equipo junto a Kelley Kobler, Isidora Letelier, Bianca Consigliere, Catalina Fleckestein, Beatriz Osorio, Antonia Massoni, Rafaella Signorelli y Gloria Carrasco.

## Vida personal
Natalie es ingeniera agrónoma de profesión, con mención en Enología y Viticultura, de la Pontificia Universidad Católica de Chile.